# اومر ریزا
عمر رضا (انگلیسی: Omer Riza؛ زادهٔ ۸ نوامبر ۱۹۷۹) بازیکن فوتبال اهل ترکیه است.
از باشگاه‌هایی که در آن بازی کرده‌است می‌توان به باشگاه فوتبال آرسنال، باشگاه فوتبال شروزبری تاون، باشگاه فوتبال بارنت، باشگاه فوتبال ترابزون‌اسپور، باشگاه فوتبال وستهام یونایتد، باشگاه فوتبال دن هاگ، باشگاه فوتبال هیستون، باشگاه فوتبال بورم‌وود، باشگاه فوتبال آلدرشات تاون، باشگاه فوتبال کمبریج یونایتد، باشگاه فوتبال چلمزفورد سیتی، باشگاه فوتبال بارنت، باشگاه فوتبال کمبریج یونایتد، باشگاه فوتبال چزنت، و باشگاه فوتبال هارلو تاون اشاره کرد.
وی همچنین در تیم ملی فوتبال A2 ترکیه بازی کرده‌است.